# Gamajalela
Gamajalela – wieś w Botswanie w dystrykcie Southern. Według spisu ludności z 2011 roku wieś liczyła 437 mieszkańców.